# レイト・フォー・ザ・スカイ
『レイト・フォー・ザ・スカイ』 (Late for the Sky) は、1974年に発表されたジャクソン・ブラウンの3枚目のアルバム。
表題曲「レイト・フォー・ザ・スカイ」を始め、「悲しみの泉」や「ダンサーに」などのブラウンの代表的な楽曲が並んでいる。レコーディングにはデヴィッド・リンドレー、ドン・ヘンリー、J.D.サウザー、ダン・フォーゲルバーグ、テリー・リードらが参加した。
セールス的にも全米14位まで上がり、それまでと比べて大きくステップ・アップした。
浜田省吾のアルバム『愛の世代の前に』（1981年）のジャケットは、本作をモチーフにして作られている。
表題曲「レイト・フォー・ザ・スカイ」はマーティン・スコセッシ監督の映画「タクシードライバー」で挿入歌として使われている。
『ローリング・ストーン誌が選ぶオールタイム・ベストアルバム500』に於いて、375位にランクイン。

## 収録曲
Side 1
1. レイト・フォー・ザ・スカイ - Late for the Sky
2. 悲しみの泉 - Fountain of Sorrow
3. もっと先に - Farther On
4. ザ・レイト・ショー - The Late Show

Side 2
1. 道と空 - The Road and the Sky
2. ダンサーに - For a Dancer
3. ウォーキング・スロウ - Walking Slow
4. ビフォー・ザ・デリュージ - Before the Deluge